# TOSHI-LOW
TOSHI-LOW（トシロウ、1974年11月9日 - ）は、日本の男性ミュージシャン、ボーカリスト。ロックバンド・BRAHMANのボーカリスト。茨城県水戸市出身。

## 略歴
- 1995年にロックバンドBRAHMANを結成し、翌年『Grope Our Way』でデビューした。
- 2000年代には俳優の井浦新が手がけるアパレルブランド「REVOLVER」内でスポーツテイストを強めたブランド「suiseeda」や「farrell」に携わっていた。現在はすで終了している。
- 2003年4月1日に女優のりょうと結婚し、現在2児の父。
- 2019年10月21日に配信リリースされた奥田民生の「ライジングサン」にゲストボーカルとして参加した[2]。
- 2020年2月2日にG-FREAK FACTORYのライブツアー「"FLARE / Fire" TOUR 2019」のファイナルとなる東京・TSUTAYA O-EAST公演に駆け付けた[3]。
- 元々Voだけではなく全パートの楽器が出来るマルチプレイヤーではあるが2023年2月25日にOSAKA KING COBRAで開催されたPROUD HAMMERS主催の”CHAMPION CARNIVAL Vol.50” Cockney RejectsTHE LAST JAPAN TOUR 2023にNew BAND “Hoolish”(フーリッシュ)Vo:番長!(PROUD HAMMERS)Gu:HOOKER(JUNIOR) Ba:HAV(JUNIOR) Dr:TOSHI-LOW(BRAHMAN,OAU,the LOW-ATUS) Key:yu_curryからなる5人編成のOi!/SKINSバンドで突如ドラムで華々しくデビューを果たす。チケットはSOLD OUT

## 人物
- 音楽の他に格闘技界にも精通しており、桜井速人・佐藤ルミナとも親交がある。また、自身もプロの格闘家でもある。
- 2011年3月11日の東日本大震災以降、震災以降のライブのMCでは被災地の復興を願う発言をしている。また本人自ら被災地に支援物資を運んだり、支援ライブを行っている。
- 弟は宮田亮であり、井浦新が手がけるアパレルブランド「ELNEST CREATIVE ACTIVITY」の運営を携わっている。
- セックス・ピストルズ、バズコックス、ザ・ジャムなどのパンク・ロックを経由してハードコア・パンクを聞くようになった[4]。

## 参加作品
- Garcia - SUGIZO『ONENESS M』収録（2017年）
- 三宅伸治トリビュート・アルバム『ソングライター』 - 「奇妙な世界」をカバー、「JUMP」にボーカルとして参加。
- 奥田民生「ライジングサン」- ゲストボーカルとして参加（2019年）
- 田中貴と前後関係「ラーメンたべたい」「きみとラーメン」- バンドメンバーとして参加。ムック本『Ra: [ラ]』おまけCD収録（2015年）

## 出演

### 舞台
- 朗読劇『ラヴ・レターズ』（2016年8月1日、パルコ劇場） - アンディ 役[5]

## 書籍
- 鬼弁～強面パンクロッカーの弁当奮闘記～（2019年5月22日、ぴあ）ISBN 978-4835639079